# Alt Cosel
Alt Cosel (polnisch Stare Koźle) ist ein Ort in der Landgemeinde Birawa im Powiat Kędzierzyńsko-Kozielski der  Woiwodschaft Opole (Oppeln) in Polen.

## Geographie

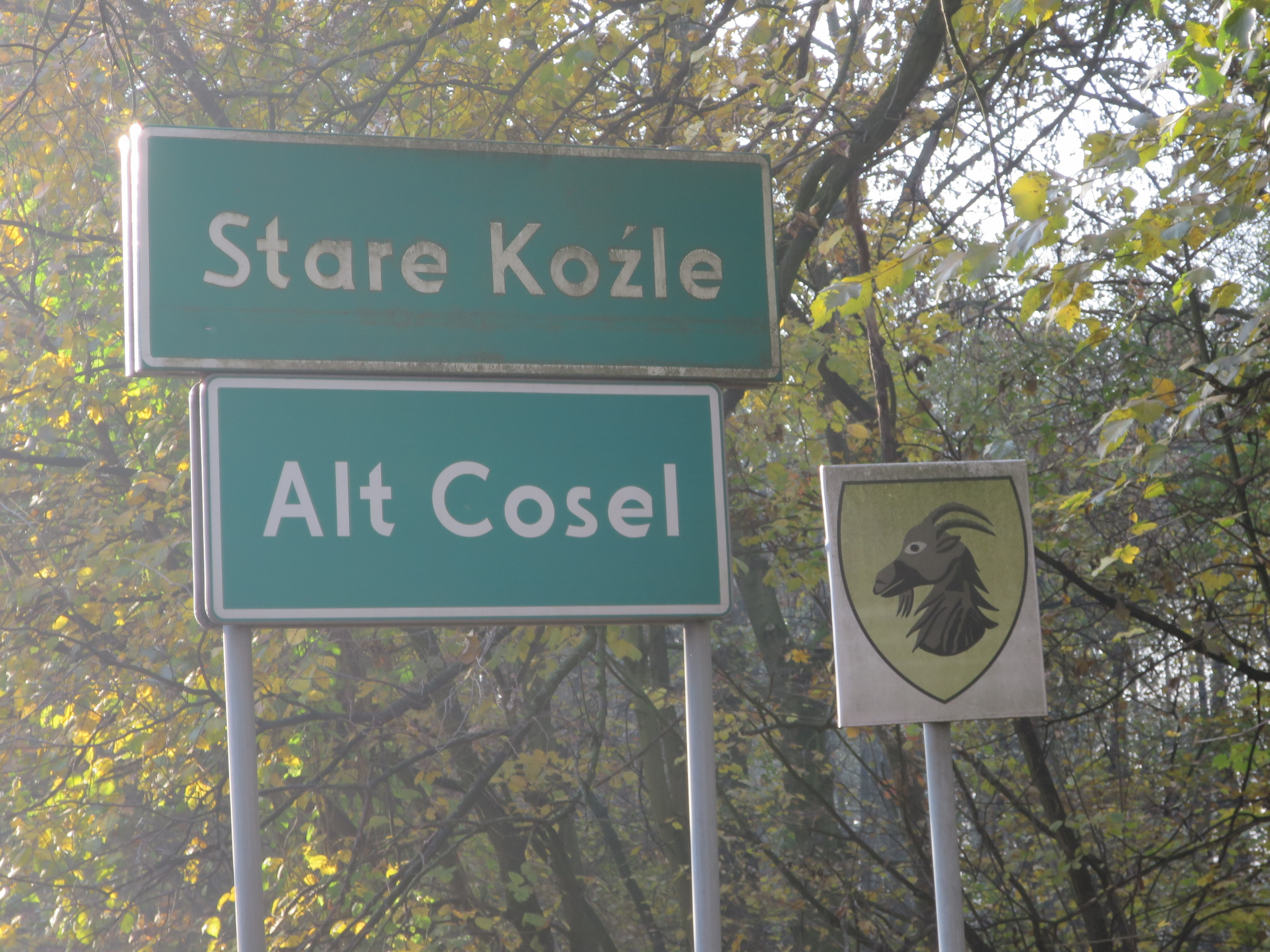
Ortstafel und Ortswappen

Das Straßendorf Alt Cosel liegt vier Kilometer nördlich von Birawa (Bierawa), fünf Kilometer südlich von Kędzierzyn-Koźle (Kandrzin-Cosel) und 45 Kilometer südöstlich von Oppeln in der Nizina Śląska (Schlesische Tiefebene) rechten Ufer der Oder.
Durch den Ort führt die Droga wojewódzka 408. Östlich des Dorfes verläuft die Bahnstrecke Kędzierzyn-Koźle–Bohumín mit dem Halt Kędzierzyn-Koźle Azoty. Weiter östlich befindet sich ein Teilstück des ehemalig geplanten Donau-Oder-Kanals.
Nachbarorte von Alt Cosel sind im Norden Brzezetz (Brzeźce), im Süden Birawa (Bierawa) und im Südwesten auf der gegenüberliegenden Oderseite Landsmierz (Landzmierz).

## Geschichte

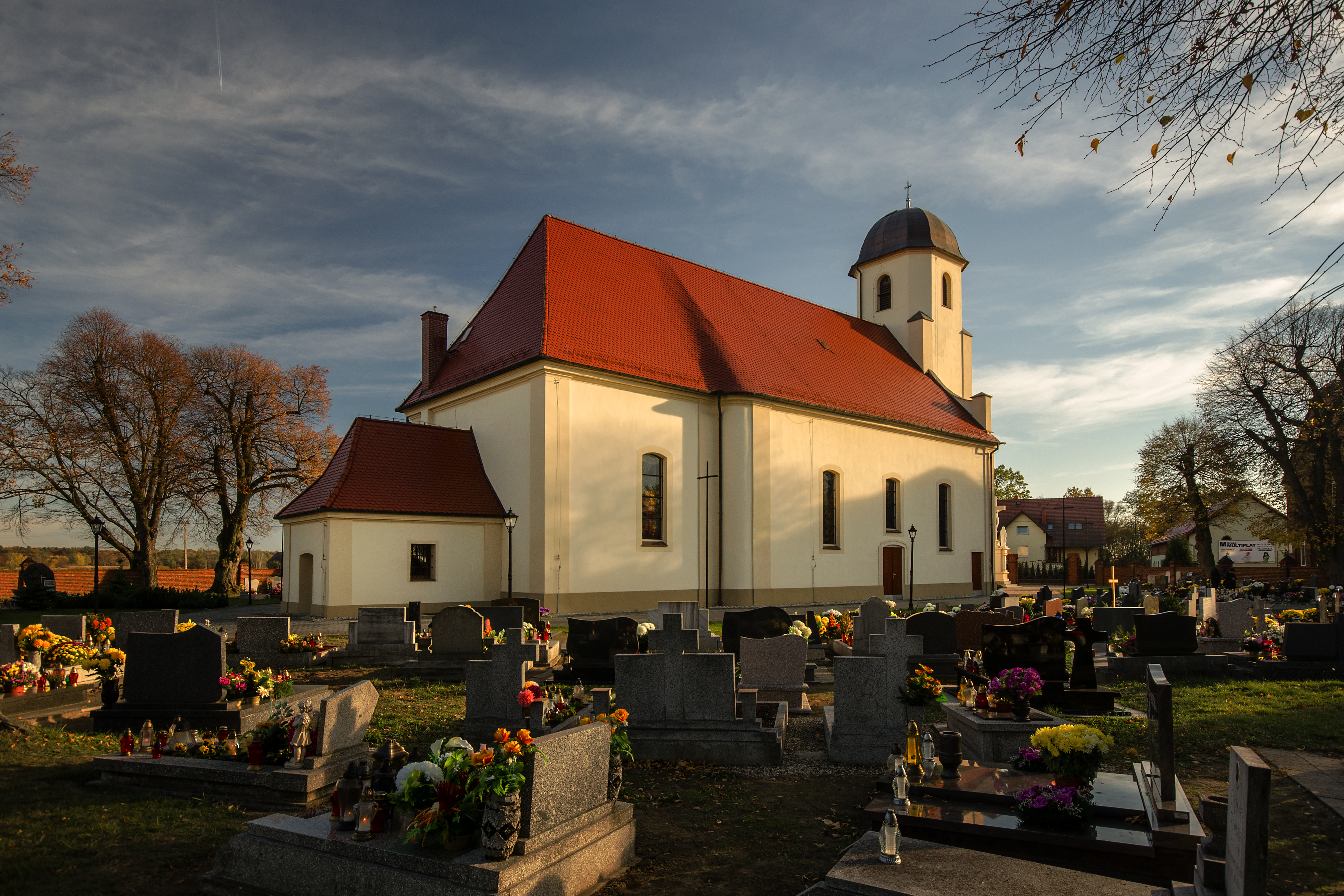
Johannes-Nepomuk-Kirche

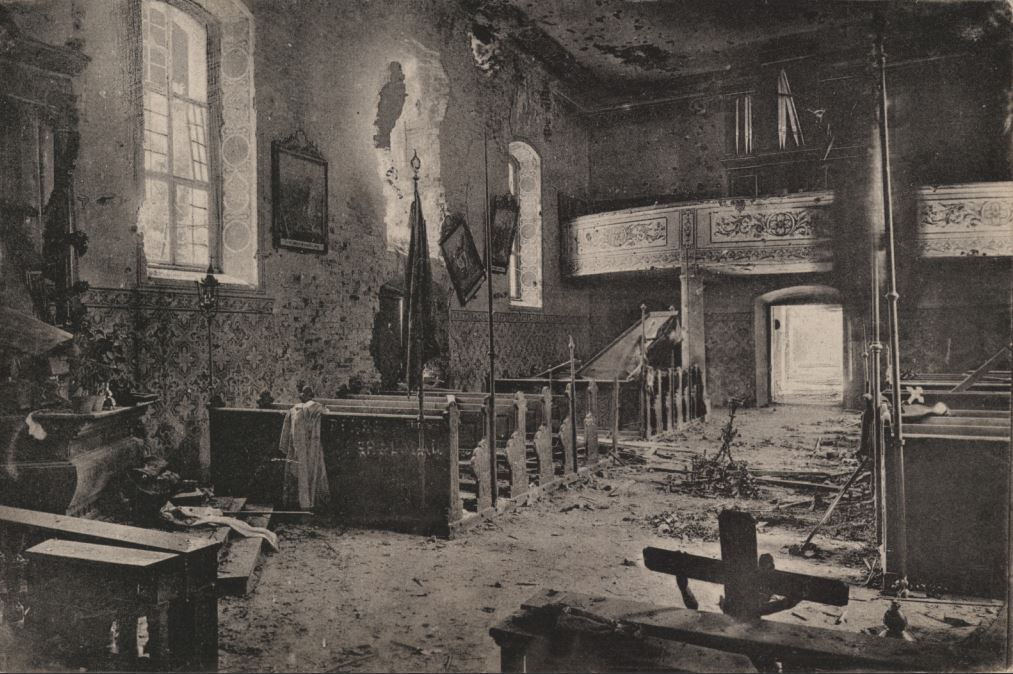
Zerstörtes Inneres der Nepomukkirche (1921)

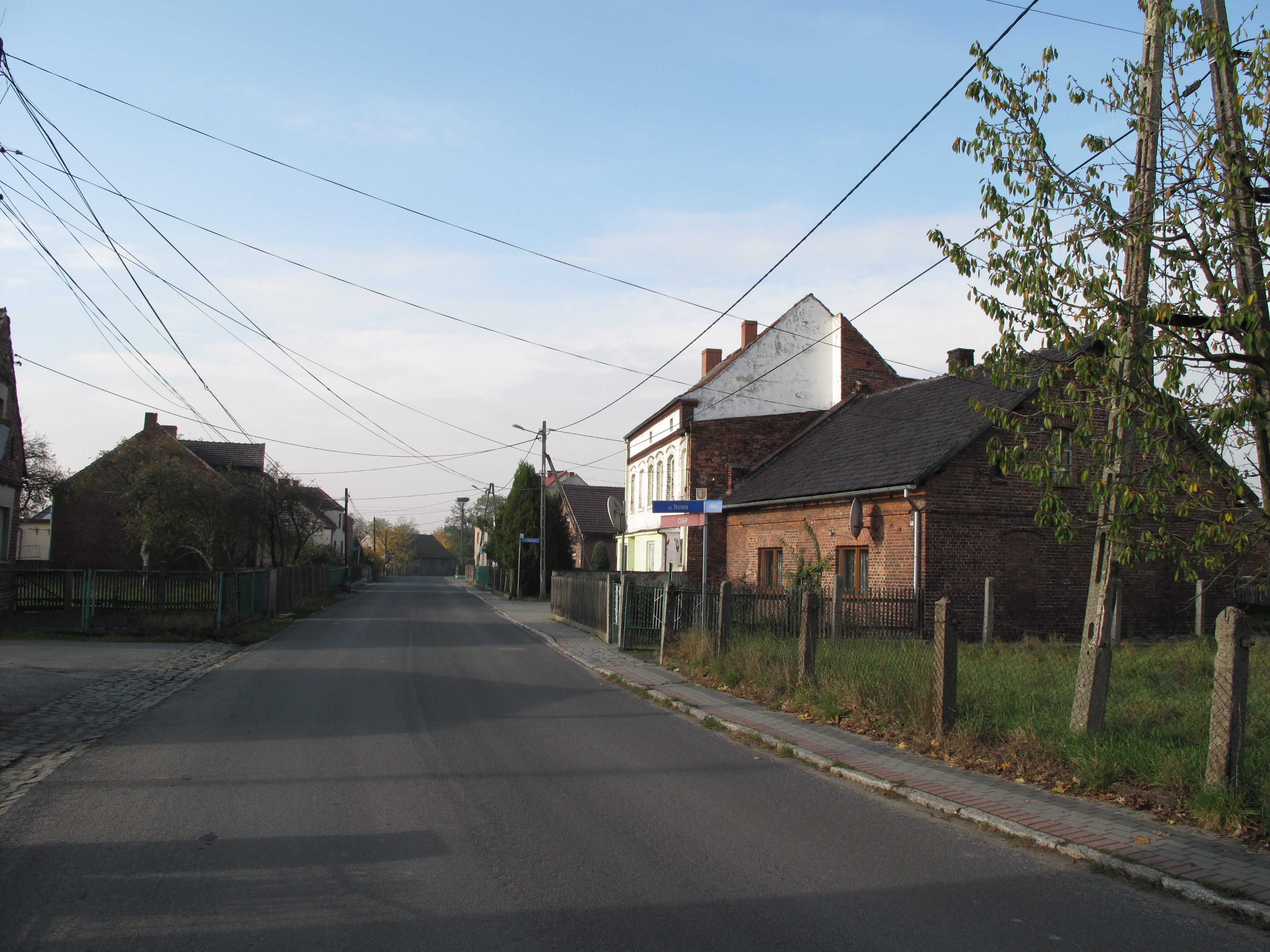
Ortsansicht

Der Ort wurde 1223 erstmals urkundlich erwähnt.
Nach dem Ersten Schlesischen Krieg 1742 fiel Alt Cosel mit dem größten Teil Schlesiens an Preußen.
Nach der Neuorganisation der Provinz Schlesien gehörte die Landgemeinde Alt Cosel ab 1818 zum Landkreis Cosel, mit dem es bis 1945 verbunden blieb. 1845 bestanden im Dorf eine katholische Pfarrkirche, eine katholische Schule, eine Mühle, ein Vorwerk und 68 Häuser. Im gleichen Jahr lebten in Alt Cosel 560 Einwohner, davon zwei evangelisch. 1855 lebten 772 Menschen im Ort. 1865 sind belegt 10 Bauern, 15 Gärtner und 46 Häusler. Die katholische Schule wurde im gleichen Jahr von 278 Schülern besucht. 1874 wurde der Amtsbezirk Slawentzitz gebildet, dem die Landgemeinden Alt Cosel, Birawa, Brzezetz, Goschütz, Jacobswalde, Kandrzin-Pogorzelletz, Klein Althammer, Lenartowitz, Libischau, Medar-Blechhammer, Miesce, Ortowitz, Sackenhoym, Slawentzitz und Slawentzitz-Kolonie sowie die Gutsbezirke Alt Cosel, Birawa, Brzezetz, Goschütz, Jacobswalde, Kandrzin-Pogorzelletz, Klein Althammer, Lenartowitz, Libischau, Medar-Blechhammer, Miesce, Ortowitz und Slawentzitz eingegliedert wurden. 1885 zählte der Ort 813 Einwohner.
Bei der Volksabstimmung in Oberschlesien am 20. März 1921 stimmten 414 Wahlberechtigte für einen Verbleib bei Deutschland und 236 für Polen. Alt Cosel verblieb beim Deutschen Reich. Während des Dritten Schlesischen Aufstandes kam es 1921 im Dorf zu Kämpfen, durch die zahlreiche Häuser und die Nepomukkirche schwer beschädigt wurden. 1933 zählte Alt Cosel 1233, 1939 waren es 1361 Einwohner.
Als Folge des Zweiten Weltkriegs 1945 kam der ehemals deutsche Ort Alt Cosel mit dem größten Teil Schlesiens unter polnische Verwaltung. Nachfolgend wurde es in Stare Koźle umbenannt und der Woiwodschaft Schlesien angeschlossen. 1950 wurde es der Woiwodschaft Opole eingegliedert und 1999 neu gegründeten Powiat Kędzierzyńsko-Kozielski. Am 23. April 2007 wurde in der Gemeinde Birawa, der Stare Koźle angehört, Deutsch als zweite Amtssprache eingeführt. Am 10. Januar 2011 erhielt der Ort zusätzlich den amtlichen deutschen Ortsnamen Alt Cosel. 2012 zählte das Dorf 832 Einwohner.

## Wappen
Vormalige Siegel der Gemeinde Alt Cosel zeigen eine nach rechts gekehrte stehende Ziege auf zwei gekreuzten Balken oder auch wahrscheinlich auf landwirtschaftlichen Werkzeugen. Es weist somit auf den damaligen landwirtschaftlich geprägten Charakter des Ortes hin. Zudem handelt es sich um ein Redendes Wappen.
Neuere Wappen zeigen einen nach rechts gekehrten Ziegenkopf, ähnlich dem Wappen von Cosel, das drei Ziegenköpfe zeigt.

## Sehenswürdigkeiten

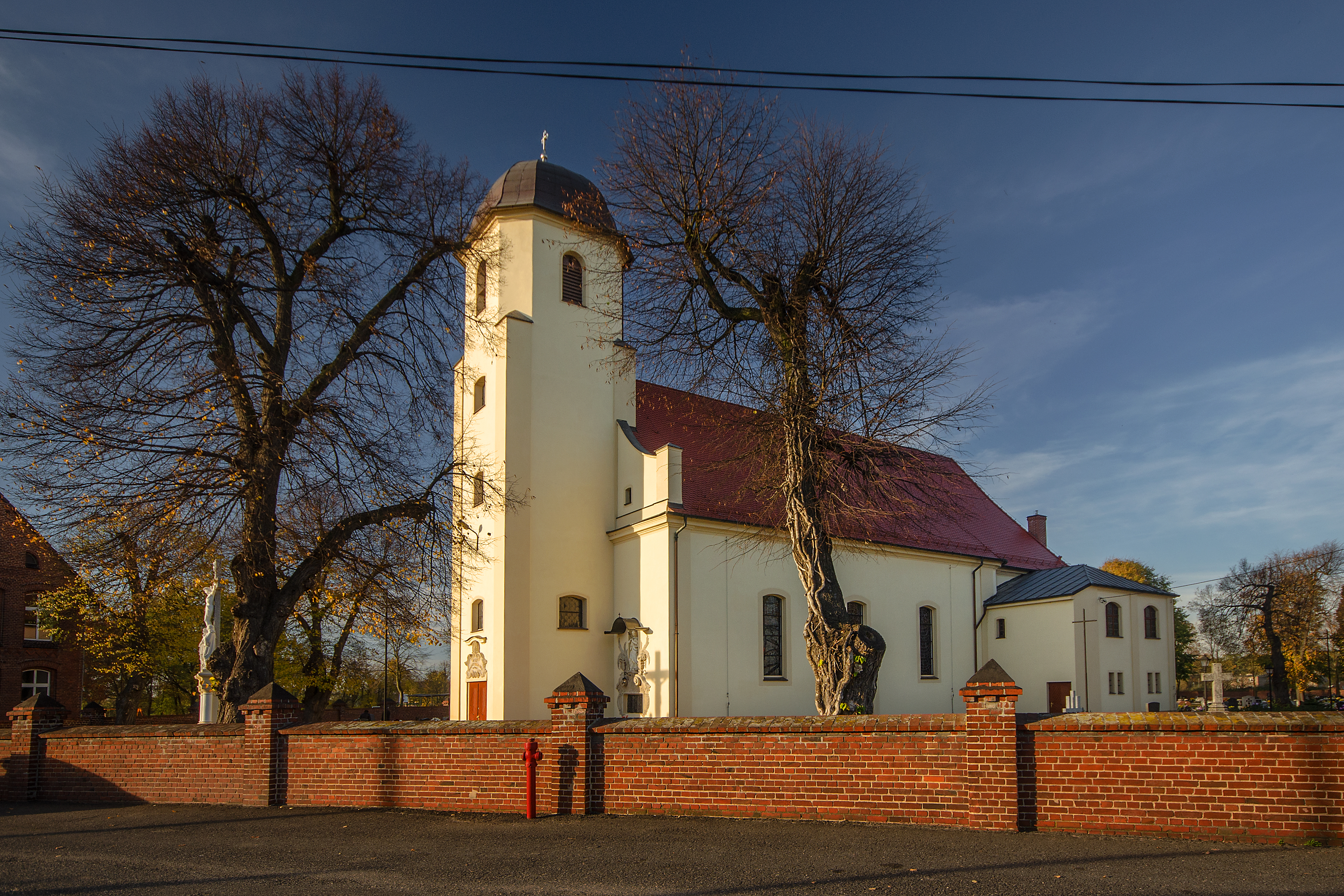
Johannes-Nepomuk-Kirche – Südseite mit Turm

- Die römisch-katholische St.-Johannes-Nepomuk-Kirche wurde zwischen 1806 und 1808 errichtet. Sie liegt im südwestlichen Teil des Dorfes. Während Kampfhandlungen bei den Aufständen in Oberschlesien, beim Dritten Aufstand 1921, wurde die Kirche durch Artelellierbeschuss schwer beschädigt und bis 1922 vereinfacht wieder aufgebaut. Der einschiffige Kirchenbau besitzt einen Glockenturm mit einer niedrigen, kugelförmigen Kuppel.[10] Die Kirche steht seit 1966 unter Denkmalschutz.[11]
- Dorffriedhof mit erhaltenen deutschen Grabmälern – seit 1990 unter Denkmalschutz[11]
- Denkmal für die Gefallenen des Ersten Weltkriegs an der Nepomukkirche
- Denkmal für die Gefallenen des Zweiten Weltkriegs auf dem Dorffriedhof
- Grabmal für die Gefallenen der Oberschlesischen Aufstände
- Schulgebäude aus Backstein
- Pfarrhaus

## Vereine
- Deutscher Freundschaftskreis
- Freiwillige Feuerwehr OSP Stare Koźle
- Fußballverein LZS Stare Koźle